# Tres vidas de mujer
Tres vidas de mujer (Three on a Match, título original en inglés) es una película norteamericana de la época pre-code (1932), de cine negro producida por Warner Bros. Dirigida por Mervyn LeRoy, con guion de Lucien Hubbard, está protagonizada por Joan Blondell, Warren William, Ann Dvorak y Bette Davis. También cuenta con Lyle Talbot, Humphrey Bogart, Allen Jenkins y Edward Arnold entre los actores de reparto.

## Trama
Tres mujeres, María (Joan Blondell), Ruth (Bette Davis) y Vivian (Ann Dvorak), que fueron a la misma escuela primaria en Nueva York, se reúnen años después como jóvenes adultas. Las tres encienden un cigarrillo con la misma cerilla y comentan que tal acto es de mal agüero y que Vivian, la última en encender su cigarrillo, será la primera en morir.
María es una corista que ha alcanzado la estabilidad en su vida después de pasar por un reformatorio, mientras que Ruth trabaja de taquígrafa. Vivian es la mejor situada de las tres, ya que está casada con el abogado de éxito Robert Kirkwood (Warren William) y tiene un hijo, Robert Jr (Buster Phelps), pero está insatisfecha con su vida y decide hacer un viaje a Europa con su hijo.
Cuando el crucero de Vivian y su hijo está a punto de zarpar, María embarca con dos caballeros para asistir a una fiesta de despedida de unos amigos. El jugador Michael Loftus (Lyle Talbot), uno de los dos hombres, coquetea con Vivian y la persuade para que se fugue con él. Minutos antes de que el buque leve anclas Vivian recoge a su hijo y los tres desembarcan.
Vivian y Michael Loftus llevan muy disoluta; María, preocupada por el abandono en que vive el hijo de Vivian, le dice a Robert (casi loco por la desaparición de su hijo) dónde encontrarlo. María y Ruth se encariñan con Junior mientras que Robert se enamora de María. Robert se compromete con  María y contrata a Ruth para cuidar al niño. María y Robert se casan el mismo día que su divorcio de Vivian se convierte en definitivo.
Mientras tanto, Vivian se ha convertido en drogadicta y ha malgastado todo su capital. Además, Michael debe 2.000 dólares a Ace (Edward Arnold), un tahúr, quien lo amenaza para que pague. Desesperado, Michael intenta chantajear a Robert y le amenaza con informar a la prensa de los antecedentes penales de María. Cuando eso no funciona —Robert conoce el pasado accidentado de María y se niega a pagar—, rapta al hijo de Robert, para pedir un rescate con el que pagar su deuda. Los matones de Ace encuentran a Junior con Michael y Vivian en su apartamento; se felicitan y solicitan un rescate mucho mayor, de 25.000 dólares.
Vivian empieza a sufrir síndrome de abstinencia. Uno de los matones, que había salido para solucionarlo, detecta a la policía en el barrio, llamando puerta por puerta para encontrar al niño raptado. Los gánsteres deciden matar al niño antes de que llegue la policía, pero Michael se opone. Enfurecidos, los gánsteres le matan.
Sin embargo, Vivian se ha dado cuenta del plan para matar a Junior y está decidida a salvar a su hijo a toda costa. Dice al niño que se esconda debajo de la cama, garabatea un mensaje en su camisón con la barra de labios y se arroja por la ventana del cuarto piso; así consigue que liberen al niño.

## Reparto
|               |
| Joan Blondell |

|                |
| Warren William |

|            |
| Ann Dvorak |

|             |
| Bette Davis |

| Actor             | Personaje                  |
| ----------------- | -------------------------- |
| Virginia Davis    | Mary Keaton de niña        |
| Joan Blondell     | Mary Keaton / Mary Bernard |
| Anne Shirley      | Vivian Revere de niña      |
| Ann Dvorak        | Vivian Revere Kirkwood     |
| Betty Carse       | Ruth Wescott de niña       |
| Bette Davis       | Ruth Wescott               |
| Warren William    | Robert Kirkwood            |
| Lyle Talbot       | Michael Loftus             |
| Humphrey Bogart   | Harve                      |
| Allen Jenkins     | Dick                       |
| Edward Arnold     | Ace                        |
| Frankie Darro     | Bobby                      |
| Glenda Farrell    | Sra. Black                 |
| Buster Phelps     | Robert Jr.                 |
| Grant Mitchell    | Director de Escuela        |
| Sheila Terry      | Naomi                      |
| Clara Blandick    | Sra. Keaton                |
| John Marston      | Bilkerson                  |
| Patricia Ellis    | Linda                      |
| Hale Hamilton     | Abogado defensor           |
| Dick Brandon      | Horace                     |
| Junior Johnson    | Max                        |
| Sidney Miller     | Willia Goldberg            |
| Blanche Frederici | Señorita Blazer            |
| Hardie Albright   | Phil                       |
| Spencer Charters  | Barrendero                 |
| Ann Brody         | Sra. Goldberg              |
| Harry Seymour     | Jerry Carter               |

## Producción
Dvorak fue la última de los cuatro actores principales en ser contratada. Esta fue la primera aparición de Bogart como un matón tipo, aunque su trabajo en Medianoche (estrenada en 1934), había precedido a este papel y le llevó a ser escogido por LeRoy.
El rodaje tuvo lugar en junio de 1932.
Cuando la película se estrenó en octubre de 1932, el secuestro del hijo de Lindbergh estaba en las noticias y los secuestradores aún no habían sido capturados. El secuestro de un niño en la historia planteó inquietudes con los censores, pero Jason Joy del Comité de Relaciones de los Estudios convenció a favor de la película a los censores de Nueva York, Ohio, Pensilvania y Maryland.

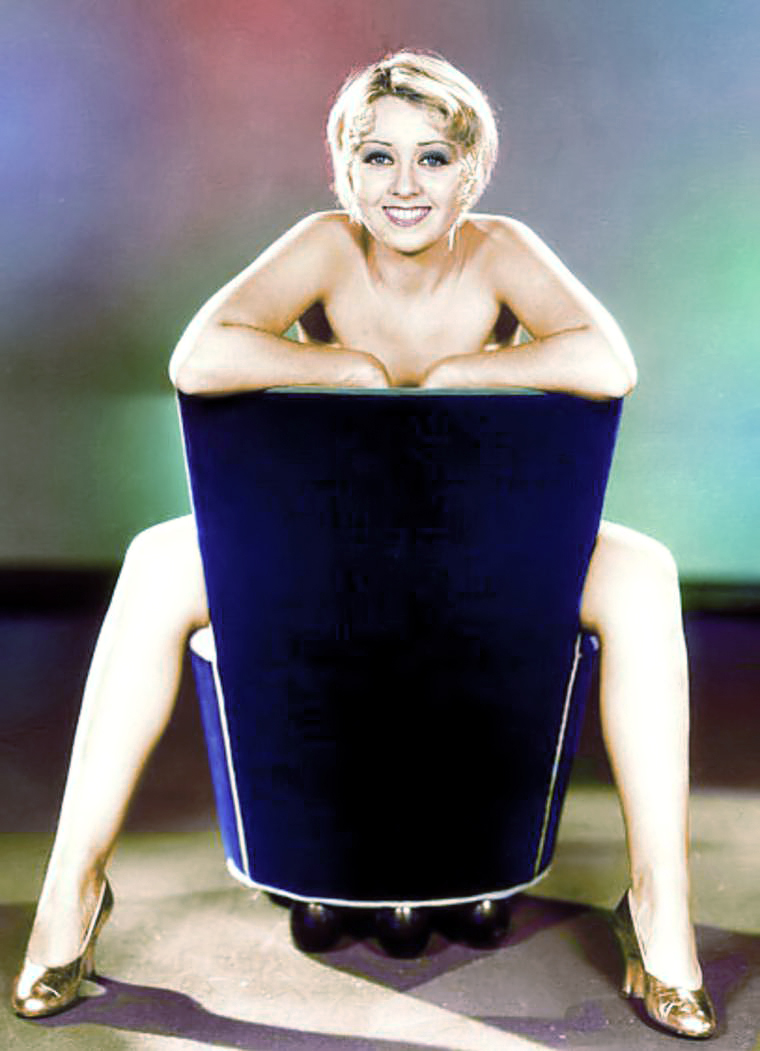
Joan Blondell en un cartel promocional de Tres vidas de mujer.

## Promoción
Joan Blondell posó para una 1932 publicidad promocional de fotos para la película, que más tarde fue prohibida en virtud del Código Hays.

## Recepción
Tres vidas de mujer recibió buenas críticas en general. Pero Mordaunt Hall del New York Times la calificó de «tediosa y desagradable» así como de «poco inteligente». El crítico de Time dijo que era floja a diferencia de las anteriores producciones de Glasmon–Bright, y que el suicidio al final era más inverosímil que trágico. Kaspar Monahan del Pittsburgh Press dijo que comenzó con la esperanza de que fuera un film «diferente», pero en última instancia se convirtió en uno típico de "gangsters " y resumió: «la Dirección es buena en la mayor parte; las actuaciones tan buenas como se puede esperar en esas circunstancias; la historia es errática».
Spokesman-Review expresó su admiración por la forma en que el paso del tiempo se muestra a través de varias secuencias del montaje, que calificó de «un nuevo enfoque y tratamiento  ...» , y comentó que la película «encajó bien».
El crítico de Variety, Sid Silverman, destacó el trabajo del elenco de actores. The Film Daily también enfatizó que el conjunto de actores ayudaban a hacer creíble una trama que tiene «muchas vueltas». La revista especializada en el mundo del cine Motion Picture Herald también recomienda a los espectadores centrarse en la «fuerza de los nombres de los actores» y no en el uso de la palabra «secuestro».
Décadas después de su estreno, la película encontró más favor de los críticos y los historiadores de cine. En 1969, William K. Everson la calificó de «extraordinariamente cuidada» y escribió, «Espléndidamente montada y de ritmo ... y culmina con una verdadera sorpresa, Tres vidas de mujer es todavía una vívida imagen». Wheeler Winston Dixon señaló que «es sorprendente la cantidad de información que LeRoy se las arregla para comprimir en este cuento rápido como el rayo». También se ha señalado como la mejor interpretación de Dvorak para la Warner.
En 1938 Warner Bros estrenó Broadway Musqueteers, un «remake» de Tres vidas de mujer, dirigida por John Farrow.